# Serge Viard
Serge Viard, né le 13 octobre 1936 à Caen et mort le 27 avril 2016 à La Jarne, est un entrepreneur et dirigeant de club de football français. 
Il préside le Stade Malherbe Caen de 1982 à 1988, alors qu'il reprend place dans le monde professionnel, puis de 1994 à 1996.

## Biographie
Natif de Caen et directeur d'une concession automobile à Hérouville, Serge Viard devient président en 1982 du Stade Malherbe de Caen, alors un club de football amateur évoluant en 3e division. Passionné de football, et présenté comme une personnalité marquante, charismatique, accessible et visionnaire,,, il engage Pierre Mankowski comme entraîneur-joueur en 1983, qui mène l’équipe en deuxième division, et engage avec ce dernier le projet de professionnalisation du club. 
Le statut professionnel est officiellement acquis en 1985, accompagnant la montée en puissance de l'équipe, qui se qualifie pour des barrages de promotion en première division en 1987 mais s'y incline face à Cannes. En parallèle, le club ouvre son centre de formation. Viard démissionne finalement au printemps 1988, quelques semaines avant que le club ne remporte de nouveaux barrages d'accession. Il est remplacé par Jean-Jacques Fiolet.
Il reste cependant proche du club, et après la démission de Guy Chambily en 1994 après un désaccord avec la mairie, il reprend la direction du club. Il ne peut empêcher le club d’être relégué en deuxième division la première saison, mais avec Mankowski comme entraîneur encore, il mène le club à son premier titre de champion de Division 2 en 1996, devant l'Olympique de Marseille, synonyme de retour dans l'élite. Il tient également un rôle moteur dans la création de fusion des groupes de supporteurs existants au sein du Malherbe Normandy Kop. Malade, il annonce cependant son retrait, et c'est Jean-François Fortin, son successeur désigné, qui prend sa suite.